# Eutrichosiphum roepkei
Eutrichosiphum roepkei är en insektsart. Eutrichosiphum roepkei ingår i släktet Eutrichosiphum och familjen långrörsbladlöss. Inga underarter finns listade i Catalogue of Life.